# Premis Ones Mediterrània
Els Premis Ones Mediterrània es convoquen, des de l'any 1995, per a reconèixer i distingir els projectes i les trajectòries de persones i col·lectius que destaquen en la conservació, la defensa i el coneixement del medi ambient i la cultura solidària.
Aquest certamen, organitzat per Mare Terra Fundació Mediterrània, atorga diferents reconeixements i mencions especials.
L'acte de lliurament dels Premis Ones Mediterrània reuneix cada any a Tarragona a representants socials i polítics del país, empresaris, ecologistes, periodistes, ciutadans de molts altres sectors i a tots els amics i amigues de la Mare Terra Fundació Mediterrània.
Des de 1995, s'han lliurat anualment reconeixements i esments a persones i col·lectius de tot el món.

## Premiats i premiades
- 2016, Municipi de Reus
- 2016, Aureli Tubilla, Tarragona Handbol Club[1]
- 2016, Govern de les Illes Balears
- 2016, Cabildo del Hierro[2]
- 2016, Modesto López, Ediciones Pentagrama
- 2016, Fundació Josep Carreras
- 2016, Bodegas Torres
- 2016, Francis Núñez
- 2016, Santiago Cirugeda
- 2016, Carles Francino[3]
- 2016, Carlos de Hita
- 2016, Manolo García[4]
- 2015, Diana Nammi[5]
- 2015, Marcel Mettelsiefen
- 2015, Ángel García Rodríguez
- 2015, Manu San Félix
- 2015, Luis Gonzalo Segura
- 2015, Pius Font i Quer
- 2015, Guillermo Anderson[6]
- 2015, Gerard Descarrega
- 2014, Juan de Dios Ramírez Heredia
- 2014, Gervasio Sánchez
- 2014, Ángel González Quesada
- 2014, Ajuntament de Sòria i Fundación Oxígeno[7]
- 2013, Víctor J. Hernández[8]
- 2013, Arcadi Oliveres
- 2013, El Jueves
- 2013, Fondaziones Giovanni e Francesca Falcone
- 2012, Mayte Carrasco.[9]
- 2012, Ana María Matute.[10]
- 2012, Manuel Vicent[11]
- 2012, Ramón Folch.[12]
- 2011, Claribel Alegria
- 2011, Theresa Zabell
- 2011, Antonio Fraguas de Pablo
- 2010, EFEverde de l'Agència EFE.[13]
- 2009, Luis Miguel Domínguez Mencía
- 2009, José Luis Gallego
- 2008, Frei Betto
- 2008, Taviani
- 2008, Fundación Oso Pardo
- 2007, Isidoro Macías
- 2007, Federico Mayor Zaragoza
- 2005, Ernesto Cardenal
- 2005, Félix Rodríguez de la Fuente
- 2004, Joaquín Araújo
- 2002, Programa “La Excursión” - del programa "Hoy por hoy" de la Cadena Ser.
- 2001, Sydney Possuelo
- 2001, Antoni Lloret
- 2000, Médicos Sin Fronteras
- 2000, Servei de Protecció de la Naturalesa
- 1999, Creu Roja Espanyola
- 1999, Revista Quercus
- 1995, Catalunya Ràdio